# Birgitta Bremer
Birgitta Bremer (1950) is een Zweedse botanica.
In 1980 promoveerde ze aan de Stockholms universitet in de botanie op een proefschrift met betrekking tot de taxonomie van Schistidium (Grimmiaceae, Bryophyta).
Van 1981 tot 1982 was ze als universitair docent in de systematische botanie verbonden aan de Stockholms universitet. Van 1983 tot 1990 was ze daar universitair hoofddocent in de botanie. In 1985 en 1986 was ze tevens als postdoc verbonden aan de Missouri Botanical Garden. Tussen 1990 en 2000 was ze universitair hoofddocent in de biologie aan de Uppsala universitet. Van 2000 tot 2004 was ze daar hoogleraar in de moleculaire systematiek. Van 2000 tot 2001 was ze er tevens hoofd van de afdeling systematische botanie.
Sinds 2002 is ze namens de Kungliga Vetenskapsakademien 'Professor Bergianus', waarbij ze directeur van de Bergianska stiftelsen (stichting) en de Bergianska trädgården (botanische tuin) is. Daar houdt ze zich onder meer bezig met een onderzoeksproject met betrekking tot de familie Rubiaceae. Sinds 2004 is ze tevens hoogleraar in de systematische botanie aan de Stockholms universitet.
Bremer is betrokken bij de Angiosperm Phylogeny Group. Ze draagt bij aan het Tree of Life web project. Ze is (mede)auteur van rond de honderd artikelen in wetenschappelijke tijdschriften als American Journal of Botany, Annals of the Missouri Botanical Garden, Botanical Journal of the Linnean Society, Kew Bulletin, Nature, Nordic Journal of Botany, Novon en Systematic Botany. Tevens is ze de (mede)auteur van meer dan honderd botanische namen. Het plantengeslacht Bremeria is naar haar vernoemd.
Ze is getrouwd met botanicus Kåre Bremer. Ze zijn allebei lid van de American Society of Plant Taxonomists en de Botanical Society of America. Samen hebben ze twee kinderen.